# Andrew Cohen (football)
Pour les articles homonymes, voir Andrew Cohen et Cohen.
Andrew Cohen, né le 13 mai 1981 à Kalkara à Malte, est un footballeur international maltais. Il évolue au poste de milieu offensif devenu entraîneur.

## Biographie

### Sélection
Andrew Cohen est convoqué pour la première fois par le sélectionneur national Horst Heese pour un match amical face aux îles Féroé le 18 août 2004. Il est remplacé à la 72e par Etienne Barbara (défaite 3-2). Le 10 octobre 2009, il marque son seul but en équipe de Malte lors d'un match amical face à l'Angola (défaite 2-1).
Il compte 65 sélections et 1 but avec l'équipe de Malte depuis 2004.

## Palmarès

### En club
- Hibernians :
  - champion de Malte en 2002, 2009, 2015 et 2017
  - vainqueur de la Coupe de Malte en 2006, 2007, 2012 et 2013
  - vainqueur de la Supercoupe de Malte en 2007.

### Récompenses
- Élu joueur de l'année du championnat de Malte en 2005, 2006 et 2015.

## Statistiques

### Buts en sélection
Le tableau suivant liste tous les buts inscrits par Andrew Cohen avec l'équipe de Malte.